# ویلیام پرلبرگ
ویلیام پرلبرگ (انگلیسی: William Perlberg; ۲۲ اکتبر ۱۹۰۰ – ۳۱ اکتبر ۱۹۶۸) تهیه‌کننده اهل ایالات متحده آمریکا بود.

## فیلم‌شناسی
- آوای برنادت
- معجزه در خیابان سی و چهارم
- پل‌ها در توکو-ری
- نورچشمی معلم
- سگ‌دو
- ستاره حلبی
- دختر روستایی
- مرد محبوب و موفق
- رابارب
- اما نه برای من
- جوجه هر یکشنبه